# Variacijski račun
Variacíjski račún je področje matematične analize, ki obravnava ekstreme določenih integralov. Naloga variacijskega računa je poiskati neznano funkcijo, pri kateri ima določeni integral ekstrem. Variacijski račun se ukvarja s funkcionali, z razliko od navadnega infinitezimalnega računa, ki se ukvarja s funkcijami. Funkcionali se lahko tvorijo kot integrali, ki vsebujejo neznano funkcijo ali svoje primitivne funkcije. Pomembne so ekstremne vrednosti funkcij, pri katerih ima funkcional največjo ali najmanjšo vrednost.
Morda je najpreprostejši zgled takšnega problema poiskati krivuljo z najkrajšo dolžino, ki povezuje dve točki. Če ni omejitev, je rešitev očitno daljica med njima. Če pa krivulja na primer leži na ploskvi v prostoru, rešitev ni več tako očitna, in lahko morda obstaja več rešitev. Takšne rešitve so geodetke. Sorodni problem podaja Fermatovo načelo: pot svetlobe je najkrajša optična dolžina med dvema točkama, kjer je optična dolžina odvisna od snovi, v kateri se svetloba giblje. Ustrezen pojem iz mehanike je načelo najmanjše akcije. Teorija optimalnega krmiljenja obravnava posebno vrsto problemov variacijskega računa.
V več pomembnih problemih se pojavijo funkcije več spremenljivk. Za rešitve problemov robnih pogojev Laplaceove enačbe velja Dirichletovo načelo. Plateaujev problem išče najmanjšo površino, ki jo ima ploskev, napeta na dan obris v prostoru. Rešitev ali rešitve je moč praktično najti s potopitvijo žičnega okvirja v milnico. Čeprav so takšni poskusi preprosti, je njihov matematični zapis vse prej kot takšen. Obstaja lahko več ploskev, katerih površine so krajevno najmanjše, in imajo lahko netrivialno topologijo.

## Euler-Lagrangeeva enačba
Pri idealnih pogojih se lahko maksimum ali minimum dane funkcije najdeta z iskanjem točk, kjer je odvod enak nič. Podobno se lahko rešijo gladki variacijski problemi z rešitvijo pripadajoče Euler-Lagrangeeve enačbe. Naj je problem iskanja najkrajše krivulje v ravnini, ki povezuje dve točki {\displaystyle (x_{1},y_{1})} in {\displaystyle (x_{2},y_{2})}. Dolžina loka je podana z:
{\displaystyle A[f]=\int _{x_{1}}^{x_{2}}{\sqrt {1+[f'(x)]^{2}}}\,\mathrm {d} x\!\,,}
kjer je:
{\displaystyle f'(x)={\frac {\mathrm {d} f}{\mathrm {d} x}},\!\,}
in {\displaystyle y=f(x)\,}, {\displaystyle f(x_{1})=y_{1}\,} ter {\displaystyle f(x_{2})=y_{2}\,}. Funkcija {\displaystyle f(x)\,} naj ima vsaj en odvod. Če je {\displaystyle f_{0}\,} lokalni minimum, in je {\displaystyle f_{1}\,} poljubna funkcija, ki je v končnih točkah {\displaystyle x_{1}\,} in {\displaystyle x_{2}\,} enaka 0, in ima vsaj en odvod, potem mora veljati:  
{\displaystyle A[f_{0}]\leq A[f_{0}+\epsilon f_{1}]\!\,}
za poljubno število {\displaystyle \epsilon \,} blizu 0. Potem je odvod {\displaystyle A[f_{0}+\epsilon f_{1}]\,} po {\displaystyle \epsilon \,} (prva variacija A) enak 0 pri {\displaystyle \epsilon =0\,}. Tako je:
{\displaystyle \int _{x_{1}}^{x_{2}}{\frac {f_{0}'(x)f_{1}'(x)}{\sqrt {1+[f_{0}'(x)]^{2}}}}\,\mathrm {d} x=0\!\,}
za poljubno izbiro funkcije {\displaystyle f_{1}\,}. Ta pogoj se lahko pojasni tako da so vsi smerni odvodi {\displaystyle A[f_{0}]\,} enaki nič v prostoru odvedljivih funkcij. V strogem smislu mora biti Fréchetov odvod A enak 0 v {\displaystyle f_{0}\,}. Če se predpostavi, da ima {\displaystyle f_{0}\,} dva zvezna odvoda (ali, če se upošteva šibke odvode), potem se lahko integrira po delih:
{\displaystyle \int _{a}^{b}u(x)v'(x)\,\mathrm {d} x=\left[u(x)v(x)\right]_{a}^{b}-\int _{a}^{b}u'(x)v(x)\,\mathrm {d} x\!\,}
z uvedbo nove spremenljivke:
{\displaystyle u(x)={\frac {f_{0}'(x)}{\sqrt {1+[f_{0}'(x)]^{2}}}},\quad v'(x)=f_{1}'(x)\!\,}
je:
{\displaystyle \left[u(x)v(x)\right]_{x_{1}}^{x_{2}}-\int _{x_{1}}^{x_{2}}f_{1}(x){\frac {\mathrm {d} }{\mathrm {d} x}}\left[{\frac {f_{0}'(x)}{\sqrt {1+[f_{0}'(x)]^{2}}}}\right]\,\mathrm {d} x=0\!\,,}
kjer je prvi člen enak 0, saj se je izbrala takšna {\displaystyle v(x)=f_{1}(x)\,}, da je v {\displaystyle x_{1}\,} in {\displaystyle x_{2}\,} enaka 0, kjer se je integriralo. Zato:
{\displaystyle \int _{x_{1}}^{x_{2}}f_{1}(x){\frac {\mathrm {d} }{\mathrm {d} x}}\left[{\frac {f_{0}'(x)}{\sqrt {1+[f_{0}'(x)]^{2}}}}\right]\,\mathrm {d} x=0\!\,}
za vsako dvakrat odvedljivo funkcijo {\displaystyle f_{1}\,}, ki je v mejnih točkah intervala enaka 0. To je posebni primer osnovne leme variacijskega računa:
{\displaystyle I=\int _{x_{1}}^{x_{2}}f_{1}(x)H(x)\,\mathrm {d} x=0\!\,}
za vsako odvedljivo funkcijo {\displaystyle f_{1}(x)\,}, ki je v mejnih točkah intervala enaka 0. Ker je {\displaystyle f_{1}(x)\,} poljubna funkcija znotraj integracijskega območja, se sklepa da je {\displaystyle H(x)=0\,}. Zaradi tega je:
{\displaystyle {\frac {\mathrm {d} }{\mathrm {d} x}}\left[{\frac {f_{0}'(x)}{\sqrt {1+[f_{0}'(x)]^{2}}}}\right]=0\!\,.}
Iz te enačbe sledi: 
{\displaystyle {\frac {\mathrm {d} ^{2}f_{0}}{\mathrm {d} x^{2}}}=0\!\,,}
ekstremala pa sta premici.
Podobno velja račun v splošnem, kjer je:
{\displaystyle A[f]=\int _{x_{1}}^{x_{2}}L(x,f,f')\,\mathrm {d} x\!\,,}
kjer mora f imeti dva zvezna odvoda. Ekstremne vrednosti {\displaystyle f_{0}\,} se dobijo, če se postavi {\displaystyle f=f_{0}+\epsilon f_{1}\,}, odvaja po {\displaystyle \epsilon \,} in se na koncu enači {\displaystyle \epsilon =0\,}:
{\displaystyle {\begin{aligned}\left.{\frac {dA}{d\epsilon }}\right|_{\epsilon =0}&=\int _{x_{1}}^{x_{2}}\left.{\frac {\mathrm {d} L}{\mathrm {d} \epsilon }}\right|_{\epsilon =0}\mathrm {d} x\\&=\int _{x_{1}}^{x_{2}}\left({\frac {\partial L}{\partial f}}f_{1}+{\frac {\partial L}{\partial f'}}f'_{1}\right)\mathrm {d} x\\&=\int _{x_{1}}^{x_{2}}\left({\frac {\partial L}{\partial f}}f_{1}-f_{1}{\frac {\mathrm {d} }{\mathrm {d} x}}{\frac {\partial L}{\partial f'}}\right)\mathrm {d} x+\left.{\frac {\partial L}{\partial f'}}f_{1}\right|_{x_{1}}^{x_{2}}\\&=\int _{x_{1}}^{x_{2}}f_{1}\left({\frac {\partial L}{\partial f}}-{\frac {\mathrm {d} }{\mathrm {d} x}}{\frac {\partial L}{\partial f'}}\right)\mathrm {d} x\\&=0.\end{aligned}}}
Tu se je v drugi vrstici uporabilo verižno pravilo za odvod in se v tretji integriralo po delih. Kot prej, je zadnji člen v tretji vrstici enak 0, ker se je tako izbralo {\displaystyle f_{1}\,}. Po osnovni lemi variacijskega računa se na koncu ugotovi, da za {\displaystyle L\,} velja Euler-Lagrangeeva enačba:
{\displaystyle -{\frac {\mathrm {d} }{\mathrm {d} x}}{\frac {\partial L}{\partial f'}}+{\frac {\partial L}{\partial f}}=0\!\,.}
V splošnem se na ta način dobi navadna diferencialna enačba 2. reda, ki se jo lahko reši za ekstrem {\displaystyle f}. Euler-Lagrangeeva enačba je za ekstrem potreben, ne pa zadosten pogoj.

## Beltramijeva enakost
Pri fizikalnih problemih je velikokrat {\displaystyle \partial L/\partial x=0\,}. V tem primeru se Euler-Lagrangeeva enačba poenostavi z Beltramijevo enakostjo:
{\displaystyle L-f'{\frac {\partial L}{\partial f'}}=C\!\,,}
kjer je {\displaystyle C\,} konstanta.

## Du Bois-Reymondov izrek
Do sedaj se je privzelo, da imajo ekstremalne funkcije dva zvezna odvoda, čeprav obstoj integrala A zahteva le prve odvode poskusnih funkcij. Pogoj, da je prva variacija v ekstremni vrednosti enaka 0, se lahko ima za šibko obliko Euler-Lagrangeeve enačbe. Du Bois-Reymondov izrek pravi, da ta šibka oblika vsebuje močno obliko. Če ima L zvezne prve in druge odvode po vseh svojih argumentih, in če velja:
{\displaystyle {\frac {\partial ^{2}L}{(\partial f')^{2}}}\neq 0\!\,,}
potem ima {\displaystyle f_{0}\,} dva zvezna odvoda in zanjo velja Euler-Lagrangeeva enačba.

## Fermatovo načelo
Po Fermatovem načelu svetloba potuje po poti, ki je lokalni minimum optične dolžine med dvema točkama. Če se izbere x-koordinato za parameter vzdolž poti in je {\displaystyle y=f(x)\,} vzdolž poti, je optična dolžina dana z:
{\displaystyle A[f]=\int _{x=x_{0}}^{x_{1}}n(x,f(x)){\sqrt {1+f'(x)^{2}}}\,\mathrm {d} x\!\,,}
kjer je lomni količnik {\displaystyle n(x,y)\,} odvisen od snovi. Če se poskusi z {\displaystyle f(x)=f_{0}(x)+\epsilon f_{1}(x)\,}, je prva variacija A (odvod A po {\displaystyle \epsilon \,}) enaka:
{\displaystyle \delta A[f_{0},f_{1}]=\int _{x=x_{0}}^{x_{1}}\left[{\frac {n(x,f_{0})f_{0}'(x)f_{1}'(x)}{\sqrt {1+f_{0}'(x)^{2}}}}+n_{y}(x,f_{0})f_{1}\right]\,\mathrm {d} x\!\,.}
Z integracijo po delih prvega člena znotraj oklepajev, se dobi Euler-Lagrangeeva enačba:
{\displaystyle -{\frac {\mathrm {d} }{\mathrm {d} x}}\left[{\frac {n(x,f_{0})f_{0}'}{\sqrt {1+f_{0}'^{2}}}}\right]+n_{y}(x,f_{0})=0\!\,.}
Pot svetlobnih žarkov se dobi z integracijo te enačbe.

### Lomni zakon
Ko svetloba vstopa ali zapušča lečo, je lomni količnik nezvezen. Naj je: 
{\displaystyle n(x,y)=n_{-}\quad {\hbox{pri}}\quad x<0\!\,,}
{\displaystyle n(x,y)=n_{+}\quad {\hbox{pri}}\quad x>0\!\,,}
kjer sta {\displaystyle n_{-}\,} in {\displaystyle n_{+}\,} konstanti. Potem Euler-Lagrangeeva enačba velja kot prej v območju, kjer je {\displaystyle x<0\,} ali {\displaystyle x>0\,}, in je tam pot dejansko premica, saj je lomni količinik konstanta. V {\displaystyle x=0\,} mora biti f zvezna, lahko pa je nezvezna. Z integracijo po delih v ločenih območjih in z Euler-Lagrangeevimi enačbami, ima prva variacija obliko:
{\displaystyle \delta A[f_{0},f_{1}]=f_{1}(0)\left[n_{-}{\frac {f_{0}'(0_{-})}{\sqrt {1+f_{0}'(0_{-})^{2}}}}-n_{+}{\frac {f_{0}'(0_{+})}{\sqrt {1+f_{0}'(0_{+})^{2}}}}\right]\!\,.}
Faktor množenja {\displaystyle n_{-}\,} je sinus kota vpadnega žarka z x-osjo, faktor množenja {\displaystyle n_{+}\,} pa je sinus kota lomljenega žarka z x-osjo. Po lomnem zakonu so ti členi enaki. Lomni zakon je enakovreden dejstvu, da je prva variacija optične poti enaka 0.

### Fermatovo načelo v treh razsežnostih
Z vektorskim zapisom se dobi priročno orodje. Naj je {\displaystyle X=(x_{1},x_{2},x_{3}),\,} t parameter, {\displaystyle X(t)\,} parametrična oblika krivulje C in {\displaystyle {\dot {X}}(t)\,} njen tangentni vektor. Optična dolžina krivulje je:
{\displaystyle A[C]=\int _{t=t_{0}}^{t_{1}}n(X){\sqrt {{\dot {X}}\cdot {\dot {X}}}}\,\mathrm {d} t\!\,.}
Integral je invarianta glede na spremembe parametrične oblike C. Euler-Lagrangeeve enačbe za minimalno krivuljo imajo simetrično obliko:
{\displaystyle {\frac {\mathrm {d} }{\mathrm {d} t}}P={\sqrt {{\dot {X}}\cdot {\dot {X}}}}\nabla n\!\,,}
kjer je: 
{\displaystyle P={\frac {n(X){\dot {X}}}{\sqrt {{\dot {X}}\cdot {\dot {X}}}}}\!\,.}
Iz definicije izhaja, da za P velja:
{\displaystyle P\cdot P=n(X)^{2}\!\,.}
Tako se lahko integral zapiše tudi kot:
{\displaystyle A[C]=\int _{t=t_{0}}^{t_{1}}P\cdot {\dot {X}}\,\mathrm {d} t\!\,.}
Ta oblika napeljuje na misel, da če se lahko najde funkcija ψ, katere gradient je dan z P, potem je integral A dan z razliko ψ v mejnih točkah integracijskega intervala. Tako se lahko problem iskanja krivulj, za katere je integral stacionaren, poveže z iskanjem nivojskih ploskev ψ. Da se najde takšna funkcija, se pogleda valovna enačba, ki opiše gibanje svetlobe.

#### Povezava z valovno enačbo
Valovna enačba nehomogone snovi je:
{\displaystyle u_{tt}=c^{2}\nabla \cdot \nabla u,\!\,,}
kjer je c hitrost, ki je v splošnem odvisna od X. Valovna čela za svetlobo so karakteristične ploskve te parcialne diferencialne enačbe. Zanje velja:
{\displaystyle \varphi _{t}^{2}=c(X)^{2}\nabla \varphi \cdot \nabla \varphi \!\,.}
Rešitve bodo imele obliko:
{\displaystyle \varphi (t,X)=t-\psi (X)\!\,.}
V tem primeru za ψ velja:
{\displaystyle \nabla \psi \cdot \nabla \psi =n^{2}\!\,,}
kjer je {\displaystyle n=1/c\,}. Po teoriji parcialnih enačb 1. reda, če velja {\displaystyle P=\nabla \psi \,}, potem za P velja:
{\displaystyle {\frac {\mathrm {d} P}{\mathrm {d} s}}=2n\nabla n,\!\,}
vzdolž sistema krivulj (svetlobnih žarkov), ki so podani z:
{\displaystyle {\frac {\mathrm {d} X}{\mathrm {d} s}}=P\!\,.}
Te enačbe za rešitev parcialne diferencialne enačbe 1. reda so istovetne Euler-Lagrangeevim enačbam, če se postavi:
{\displaystyle {\frac {\mathrm {d} s}{\mathrm {d} t}}={\frac {\sqrt {{\dot {X}}\cdot {\dot {X}}}}{n}}\!\,.}
Vidi se, da je funkcija ψ vrednost minimalnega integrala A kot funkcije zgornje mejne točke. To pomeni, da kadar se konstruira družina minimalnih krivulj, za optične dolžine velja karakteristična enačba, ki odgovarja valovni enačbi. Zato je reševanje ustrezne parcialne difrencialne enačbe 1. reda enakovredno iskanju družine rešitev variacijskega problema. To je bistvena vsebina teorije Hamilton-Jacobijevih enačb, ki obravnava splošneješe variacijske probleme.